# Bivumba
Bivumba är ett periodiskt vattendrag i Burundi.   Det ligger i provinsen Makamba, i den södra delen av landet, 90 kilometer sydost om huvudstaden Bujumbura.
Omgivningarna runt Bivumba är en mosaik av jordbruksmark och naturlig växtlighet. Runt Bivumba är det tätbefolkat, med 356 invånare per kvadratkilometer.